# Systropus vicinus
Systropus vicinus är en tvåvingeart som beskrevs av Joseph Hannum Painter 1963. Systropus vicinus ingår i släktet Systropus och familjen svävflugor. Inga underarter finns listade i Catalogue of Life.